# Tổ hợp công nghiệp mỏ than Zollverein
Tổ hợp công nghiệp khai thác than Zollverein tại Essen (Đức Zeche Zollverein) là một công trình công nghiệp lớn nằm tại thành phố Essen, bang Nordrhein-Westfalen, Tây Đức. Nó được công nhận là Di sản thế giới của UNESCO từ ngày 14 tháng 12 năm 2001 và là một phần của Tuyến đường di sản công nghiệp châu Âu.
Mỏ than đầu tiên, tiền thân của Zollverein được thành lập vào năm 1847 và hoạt động khai thác đã diễn ra từ năm 1851 đến ngày 23 tháng 12 năm 1986. Trong nhiều thập kỷ, bắt đầu vào cuối những năm 1950, hai phần của khu vực này là Mỏ than Zollverein và Nhà máy luyện than cốc Zollverein (được xây dựng từ năm 1957-1961 và đóng cửa vào ngày 30 tháng 6 năm 1993), được xếp hạng là một trong số những cấu trúc kim loại lớn nhất ở châu Âu. Trục tải 12 được khánh thành vào năm 1932 được coi là một kiệt tác kiến trúc và kỹ thuật, tạo nên danh tiếng cho Zollverein như là "mỏ than đẹp nhất thế giới".

## Lịch sử
Mỏ than Zollverein được thành lập bởi nhà công nghiệp Duisburg là Franz Haniel (1779–1868), người cần nguồn than cốc để sản xuất thép. Khoan thăm dò trong khu vực Katernberg (ngày nay là vùng ngoại ô của Essen) đã cho thấy một khu vực rất giàu than, sau đó mỏ than này được thành lập vào năm 1834 và đặt theo tên của Liên minh quan thuế Đức (Trong tiếng Đức là Zollverein). Năm 1847, Haniel thành lập một Tổng công ty Phổ đặc biệt để khai thác tài nguyên thiên nhiên và phân phối cổ phần của công ty, giữa các thành viên trong gia đình và chủ sở hữu đất mà khu mỏ tương lai sẽ được xây dựng.
Việc xây dựng lò giếng số 1 bắt đầu vào ngày 18 tháng 2 năm 1847, với lớp than đầu tiên được khai thác ở độ sâu 130 mét. Hoạt động khai thác đầu tiên bắt đầu vào năm 1851. Lò giếng số 2 (được khoan cùng lúc với lò giếng 1) được hoàn thành vào năm 1852. Cả hai giếng đều có các tháp bằng đá giống hệt nhau và dùng chung đường điện.
Bắt đầu từ năm 1857, than củi được sử dụng để sản xuất than cốc. Năm 1866, máy móc hiện đại đã được đưa vào các giếng mỏ khai thác. Năm 1880, việc khoan và xây dựng lò giếng số 3, bắt đầu tại vùng Schonnebeck lân cận. Nó có một khung thép để hỗ trợ tháp quanh co và được hoàn thành vào năm 1883. Đến năm 1890, ba lò giếng đã đạt sản lượng 1 triệu tấn than, khiến Zollverein trở thành khu mỏ năng suất nhất tại Đức.
Kể từ khi các ngành công nghiệp than, sắt và thép của Vùng Ruhr phát triển mạnh mẽ vào cuối thế kỷ 19 và đầu thế kỷ 20, mỏ than đã được mở rộng đáng kể. Giữa năm 1891 đến 1896, lò giếng đôi số 4 và 5 được xây dựng trên bờ Heßler (ngày nay là ngoại ô Gelsenkirchen). Hai lò giếng có các trục đặc biệt để khai thác than, vận chuyển công nhân mỏ và thông gió. Một trục khác, là lò giếng số 6 cũng được hoàn thành vào năm 1897.
Đến năm 1897, Zollverein đã xảy ra nhiều vụ tai nạn lao động trong quá trình khai thác bởi các vấn đề về thông gió. Để giải quyết những vấn đề này, các lò giếng bổ sung (chủ yếu là thông gió) được xây dựng gần các lò giếng hiện tại. Năm 1899, lò giếng số 7 được hoàn thành nằm gần lò giếng 3, lò giếng 8 gần lò giếng 1 và 2 được hoàn thành năm 1900 và lò giếng 9 gần lò giếng 6 hoàn thành năm 1905. Nhiều năm đổi mới liên tục và mở rộng, sau khi xây dựng các lò giếng 7, 8 và 9, các lò giếng cũ là 1 và 2 đã được cải tạo, và một trong những trục tháp đôi thậm chí đã được thay thế bằng một khung thép hiện đại. Vào năm 1914, lò giếng số 10 đã được hình thành. Vào đêm trước của Thế chiến thế giới thứ nhất, sản lượng than của Zollverein đã tăng lên khoảng 2,5 triệu tấn.
Năm 1920, gia đình Haniel, người đã từng là chủ sở hữu của Zollverein cho đến thời điểm đó bắt đầu hợp tác với Phönix AG, một công ty khai thác sau đó đã tiếp quản công việc khai thác than ở Zollverein. Dưới sự quản lý của Phönix, một số trục được hiện đại hóa một lần nữa, và lò giếng số 11 đã được xây dựng vào năm 1927. Khi Phonix sáp nhập vào Vereinigte Stahlwerke năm 1926, Zollverein thuộc sở hữu của Gelsenkirchener Bergwerks-AG (GBAG), là đơn vị bắt đầu đóng cửa hầu hết các mỏ của nhà máy luyện cốc đã quá già nua này.
Năm 1928, GBAG đã bỏ phiếu cho việc xây dựng lò giếng thứ 12 hoàn toàn mới được thiết kế như một cơ sở khai thác trọng điểm. Khi trục hoàn thành vào năm 1932, nó có công suất hàng ngày lên đến 12.000 tấn, nhờ sự kết hợp của 4 băng tải đầu ra, khác hoàn toàn với 11 lò giếng trước đó. Trục được gọi tên là Schacht Albert Vögler, theo tên của tổng giám đốc của GBAG là công trình được thiết kế bởi kiến trúc sư Fritz Schupp và Martin Kremmer mang kiến trúc Bauhaus với sự kết hợp của các tòa nhà hình lập phương xây dựng bằng bê tông cốt thép và giàn thép. Tháp trục Doppelbock đặc trưng không chỉ trở thành nguyên mẫu cho nhiều cơ sở khai thác mỏ sau này mà còn trở thành biểu tượng của ngành công nghiệp nặng của Đức. Trong khi biểu tượng này có thể đã bị lãng quên từ từ khi ngành công nghiệp nặng của Đức bắt đầu suy giảm trong nửa sau của thế kỷ 20, thì lò giếng này và đặc biệt là tháp tải đặc trưng của nó đã trở thành biểu tượng vùng Ruhr.

## Hình ảnh

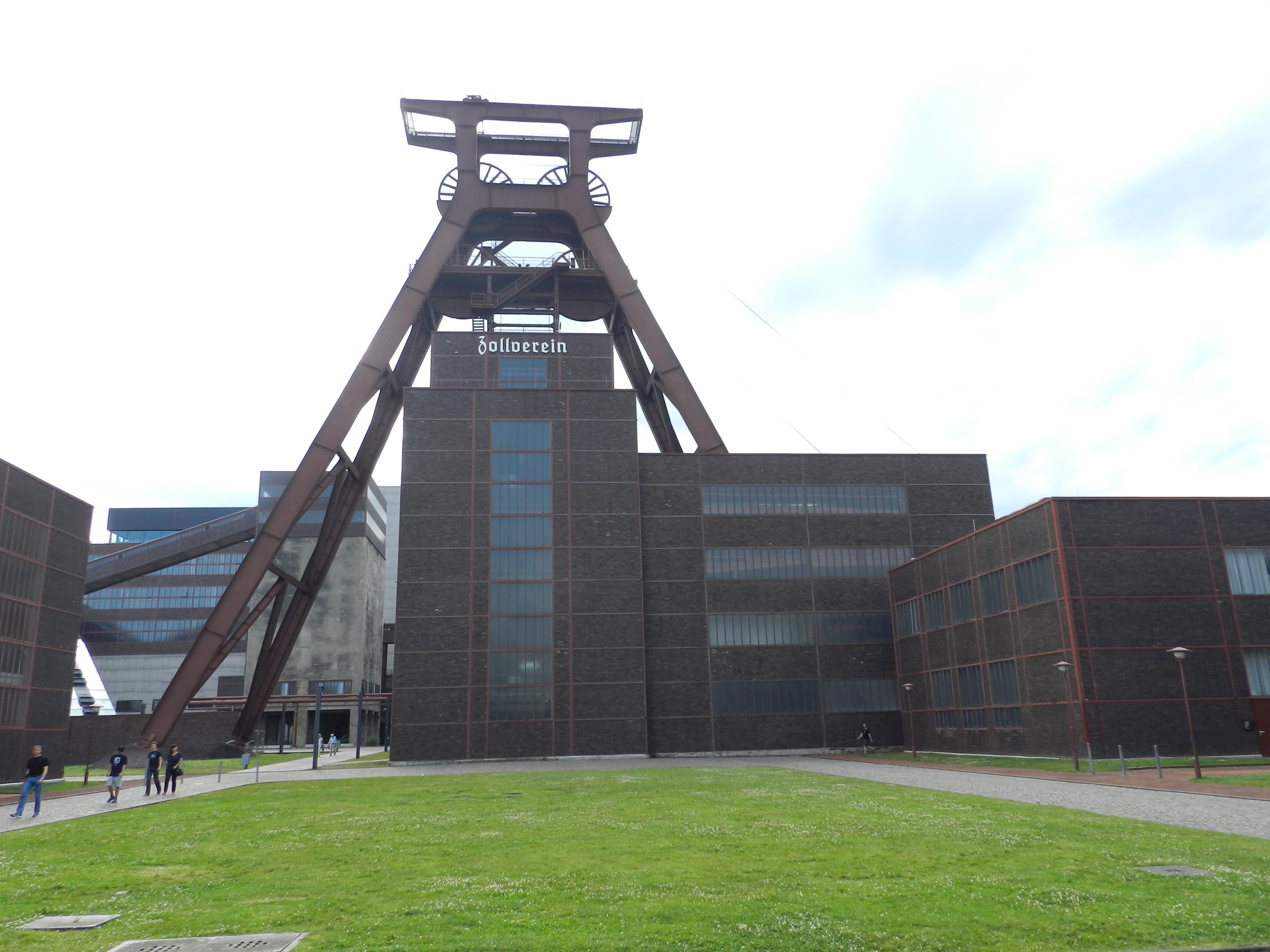
Mỏ than lịch sử trước đây ở thành phố Essen nay là một bảo tàng công nghiệp
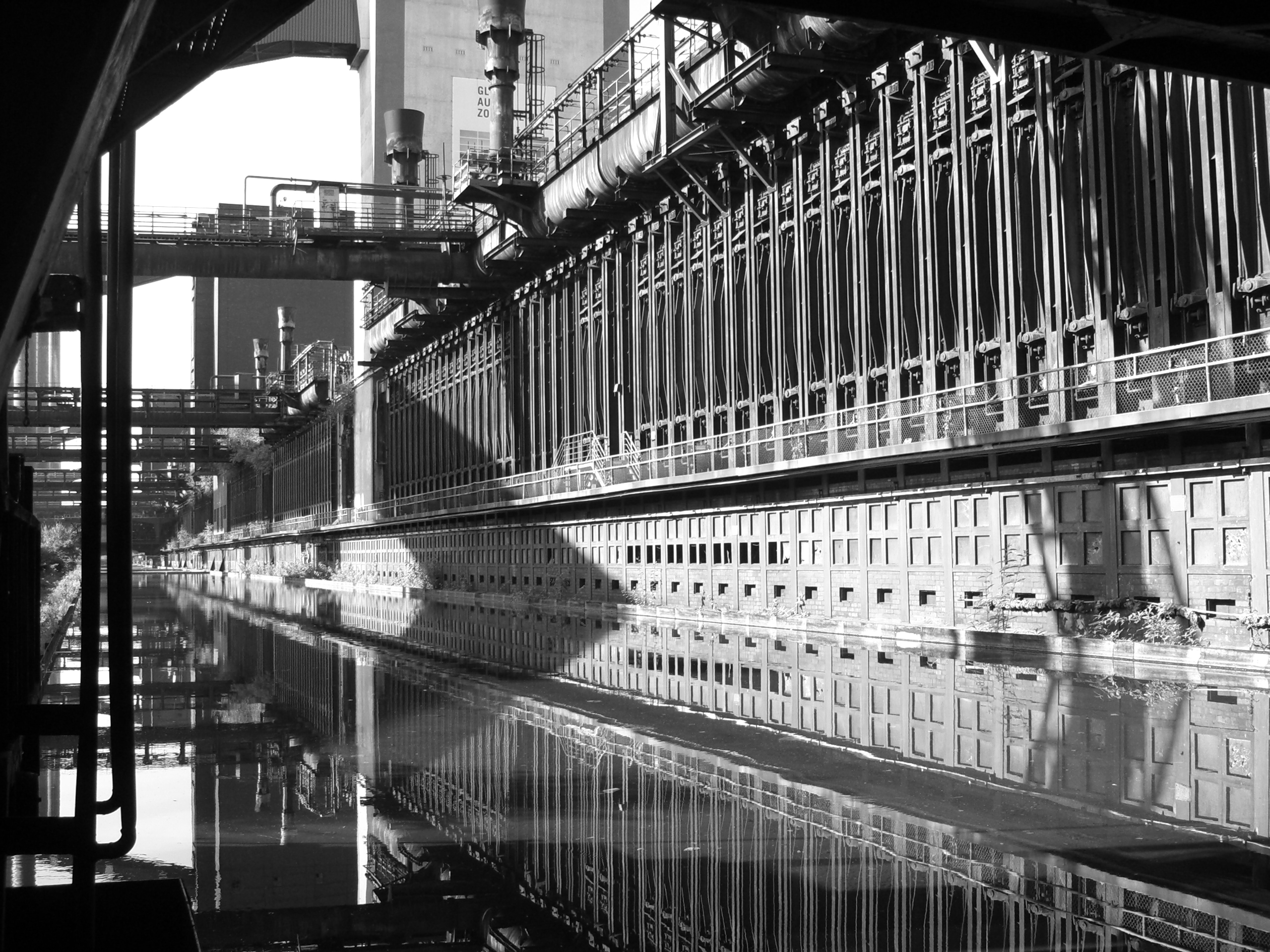
Kênh nhân tạo
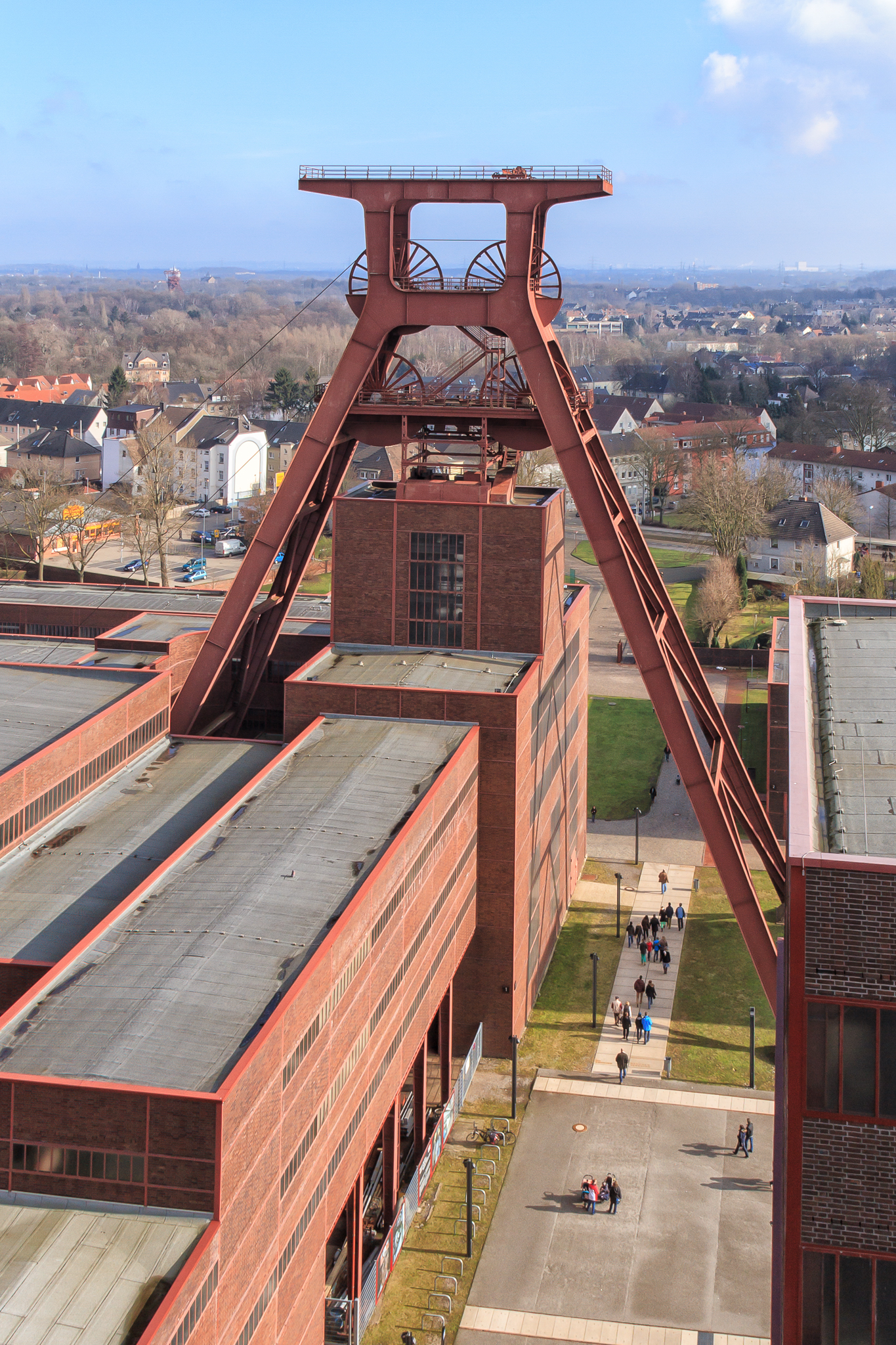
Mặt sau của Giếng trục 12
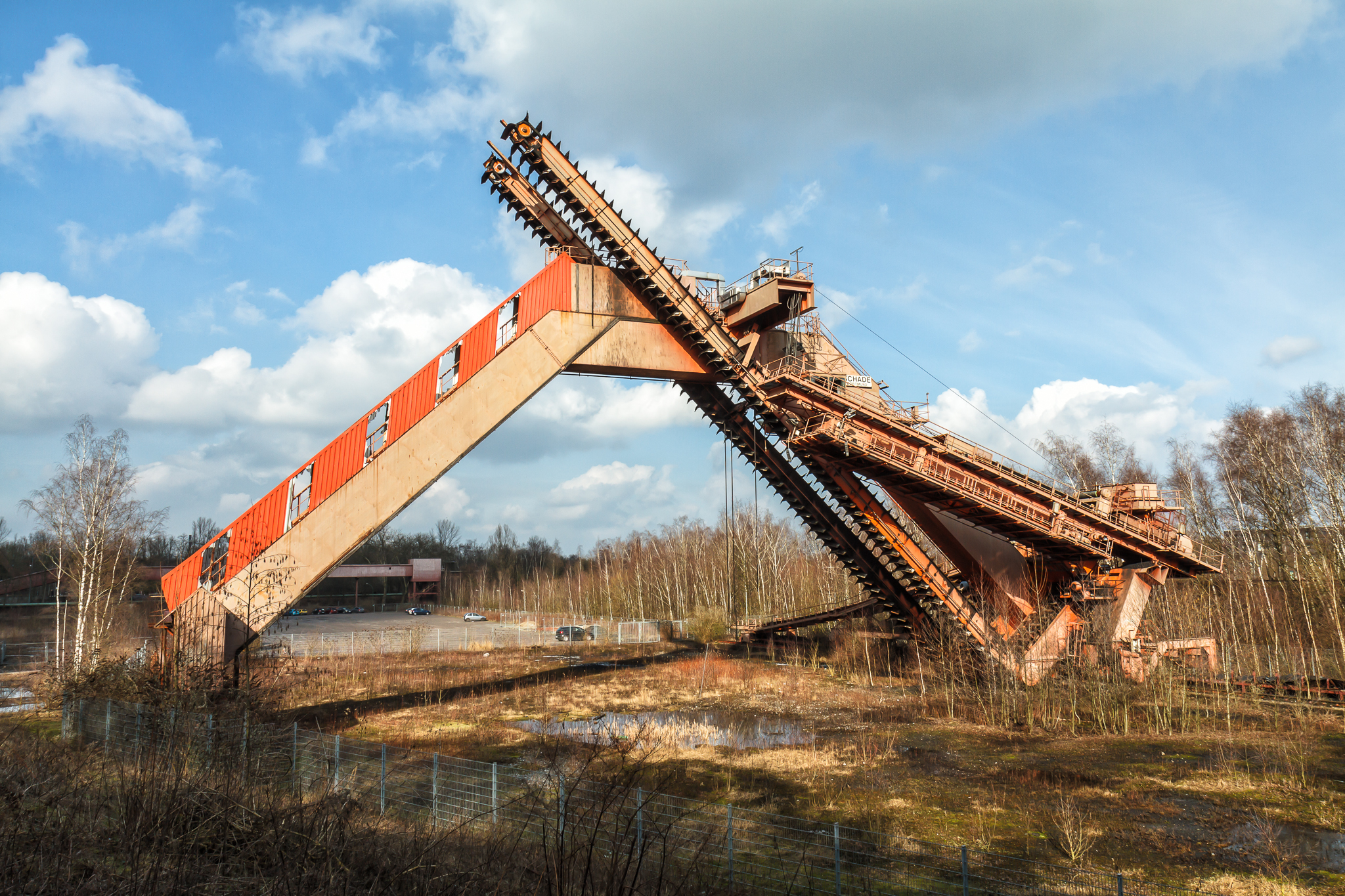
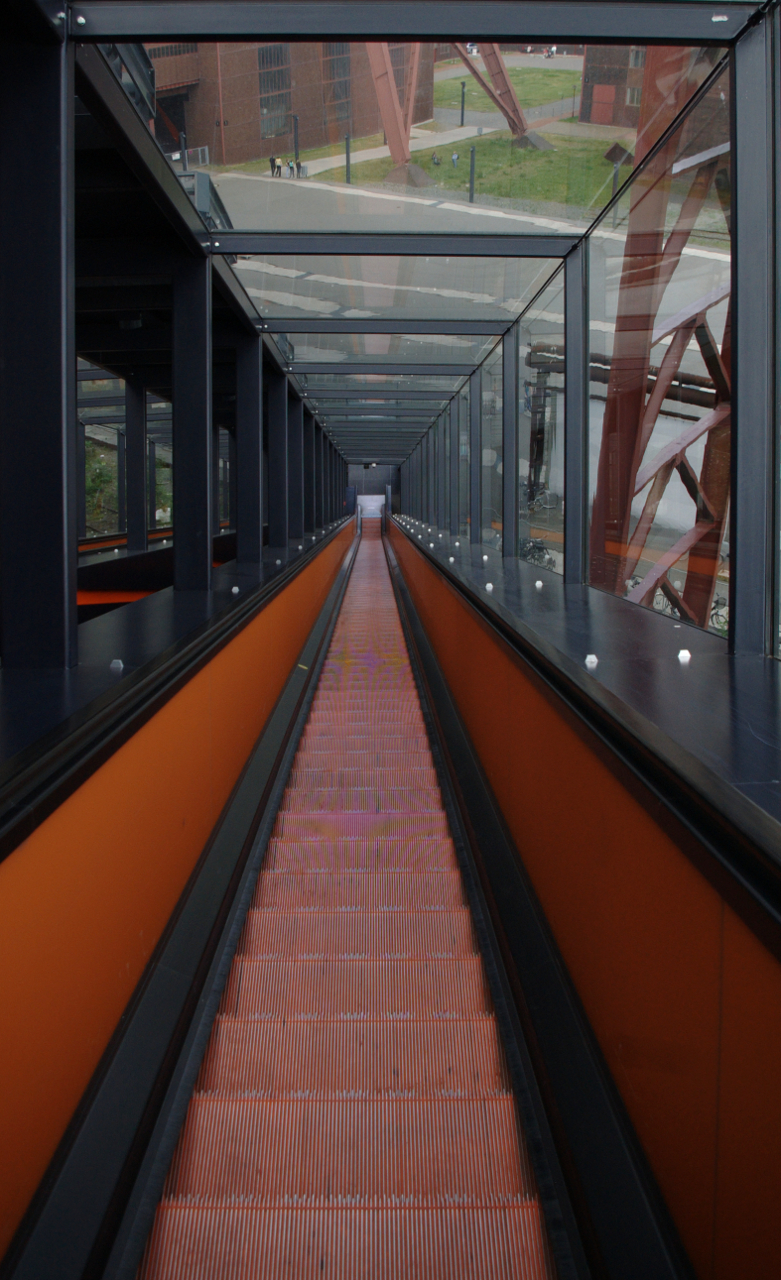
Thang cuốn đến nhà máy rửa than cũ
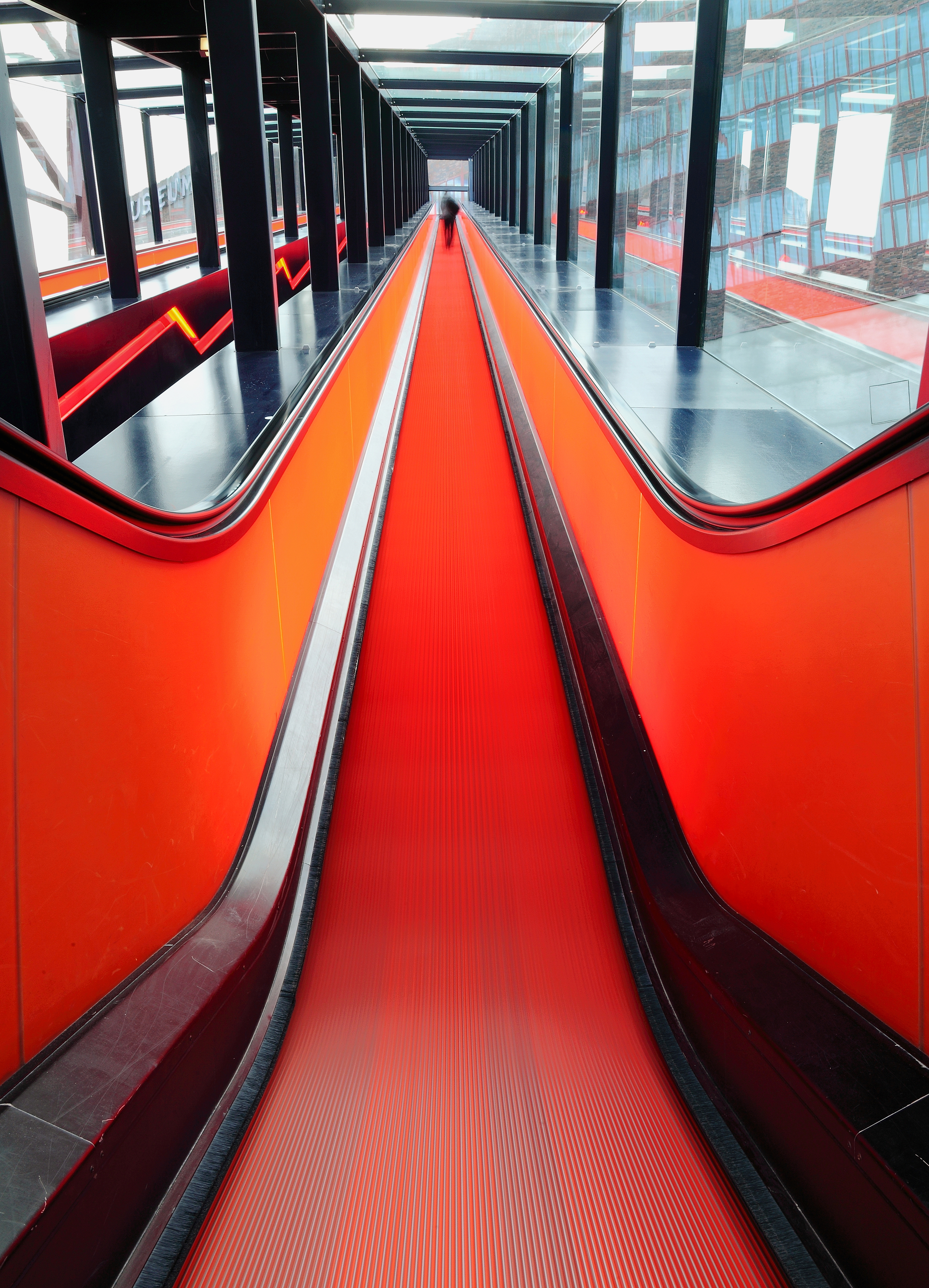